# Terence Brain
Terence Brain (Coventry, 19 dicembre 1938) è un vescovo cattolico britannico, dal 30 settembre 2014 vescovo emerito di Salford.

## Biografia
Terence John Brain è nato il 19 dicembre 1938 a Coventry.
Ha svolto gli studi presso la King Henry VIII School a Coventry e successivamente ha studiato al Cotton College (chiuso nel 1987) nel villaggio di Cotton, nello Staffordshire, e completando gli studi al St Mary's College di Birmingham.

### Ministero sacerdotale
È stato ordinato presbitero il 22 febbraio 1964 dall'arcivescovo Francis Grimshaw, incardinandosi nell'arcidiocesi di Birmingham. 
Dopo l'ordinazione sacerdotale, è stato nominato viceparroco a Longton per un anno; in seguito è stato assegnato al Cotton College per lavorare nell'amministrazione dal 1965 al 1969. In quell'anno è stato nominato cappellano per il Dudley Road Hospital, sempre a Birmingham, fino al 1971 quando è stato nominato segretario dell'arcivescovo George Dwyer prima e dell'arcivescovo Maurice Couve de Murville dopo. Successivamente è stato parroco a Bucknall, un sobborgo di Stoke-on-Trent dal 1982 al 1988 e a Stafford fino al 1991. 
Essendosi occupato principalmente di educazione nel corso del suo servizio pastorale dal 1982, è stato membro del comitato per l'educazione dello Staffordshire e commissario scolastico per lo Staffordshire dal 1986 al 1991.

### Ministero episcopale
Il 5 febbraio 1991 papa Giovanni Paolo II lo ha nominato vescovo ausiliare di Birmingham, assegnandogli la sede titolare di Amudarsa. Ha ricevuto l'ordinazione episcopale il 25 aprile successivo per imposizione delle mani dell'arcivescovo Maurice Noël Léon Couve de Murville. Ha scelto come proprio motto episcopale in lingua gallese Porthair Arglwydd y Brain, ispirandosi al versetto 24 del dodicesimo capitolo del Vangelo secondo Luca.
Nel 1995 fu nominato vescovo di collegamento (Liaison Bishop) tra la Chiesa cattolica e il Prison service.
Il 2 settembre 1997 papa Giovanni Paolo II lo ha nominato vescovo di Salford.
Durante gli anni del suo ministero episcopale è stato presidente del Consiglio di amministrazione della Caritas Social Action Network (CSAN) nonché membro del Dipartimento di responsabilità cristiana e cittadinanza in seno alla Conferenza episcopale di Inghilterra e Galles.
Ha retto la diocesi per 17 anni, ritirandosi per raggiunti limiti d'età il 30 settembre 2014.

## Genealogia episcopale
La genealogia episcopale è:
- Cardinale Scipione Rebiba
- Cardinale Giulio Antonio Santori
- Cardinale Girolamo Bernerio, O.P.
- Arcivescovo Galeazzo Sanvitale
- Cardinale Ludovico Ludovisi
- Cardinale Luigi Caetani
- Cardinale Ulderico Carpegna
- Cardinale Paluzzo Paluzzi Altieri degli Albertoni
- Papa Benedetto XIII
- Papa Benedetto XIV
- Papa Clemente XIII
- Cardinale Marcantonio Colonna
- Cardinale Giacinto Sigismondo Gerdil, B.
- Cardinale Giulio Maria della Somaglia
- Cardinale Carlo Odescalchi, S.I.
- Cardinale Costantino Patrizi Naro
- Cardinale Serafino Vannutelli
- Cardinale Domenico Serafini, Cong. Subl. O.S.B.
- Cardinale Pietro Fumasoni Biondi
- Arcivescovo Filippo Bernardini
- Vescovo Franziskus von Streng
- Arcivescovo Bruno Bernard Heim
- Arcivescovo Maurice Noël Léon Couve de Murville
- Vescovo Terence Brain